# Totalförsvarsplikt
Totalförsvarsplikt är sedan 1995 en plikt i Sverige att försvara landet, vilket omfattar alla i Sverige bosatta mellan 16 och 70 år. Inom ramen för Totalförsvarsplikten kan man mellan 18 och 48 år lyda under värnplikt, för detta måste man vara svensk medborgare.
Totalförsvarsplikten omfattar värnplikten i militären, civilplikten, samt vid höjd beredskap allmän tjänsteplikt. Allmän tjänsteplikt omfattar dem som inte är militärer, och kan innefatta att ta tjänst vid något företag efter någon som inkallats eller att arbeta inom sjukvården.
Alla svenska medborgare mellan 16 och 70 år har tjänstgöringsplikt oavsett kön. Även utländska medborgare kan beordras till totalförsvarsplikt om situationen kräver det. Ett exempel på en situation som skulle kunna leda till totalförsvarsplikt i fredstid är sanering efter en kärnkraftsolycka. Den som vägrar tjänstgöra vid förhöjd beredskap kan dömas till fängelse i fyra år.
Också Finland har en motsvarande allmän plikt, men formellt kallas den inte "totalförsvarsplikt" utan "skyldigheten att delta i fosterlandets försvar eller att bistå försvaret". Skyldigheten föreskrivs i § 127 av Finlands grundlag. Skyldigheten att försvara landet omfattar värnplikt, civiltjänstplikt, militär tjänstplikt för reservister i riksolyckor och under epidemier, skyldighet att delta i befolkningsskyddsutbildning och allmän arbetsplikt vid höjd beredskap. Också somliga ekonomiska skyldigheter som tjänar landets försvar kan motiveras med grundlagens § 127.